# Championnats du monde de pentathlon moderne 1949
Navigation
Édition suivante
Les championnats du monde de pentathlon moderne 1949, première édition des championnats du monde de pentathlon moderne, se sont tenus en 1949 à Stockholm, en Suède.

## Podiums

### Hommes
| Épreuves    | Or                                          | Argent                                             | Bronze                                           |
| ----------- | ------------------------------------------- | -------------------------------------------------- | ------------------------------------------------ |
| Individuel  | Suède Tage Bjurfeldt                        | Finlande Lauri Vilkko                              | Finlande Viktor Platan                           |
| Par équipes | Suède Lars Hall Tage Bjurfeldt Gösta Gärdin | Finlande Olavi Salminen Lauri Vilkko Viktor Platan | Suisse Franz Hegner Bernhard König Werner Schmid |